# Criptomnezie
Criptomnezia (din greacă κρυπτός kryptos „ascuns“ și μνήσης mnésis „amintire“, prin franceză cryptomnésie) este o tulburare de memorie caracterizată prin incapacitatea de a diferenția evenimentele trăite de propria persoană de cele din vis, citite sau auzite.
Criptomnezia este o paramnezie caracterizată, pe de o parte, prin uitarea unor date importante sau oameni însemnați și, pe de altă parte, prin aceea că subiectul își atribuie materiale mnezice (citite sau auzite), bolnavul prezentând operele sau creațiile ca fiind producție proprie (denumită și plagiat involuntar). Această iluzie de memorie trebuie deosebită de plagiatul voluntar, în care este vorba de o acțiune conștientă întreprinsă pentru atingerea unui anumit scop. Criptomnezia apare în schizofrenie, parafrenie, psihoze presenile, oligofrenii, demențe, paranoia etc.
Criptomnezia scoate la iveală amintiri îngropate ale unor cuvinte și date la care persoana a fost cândva expusă, poate chiar și în copilărie. La somnambuli și, uneori, la oamenii pe punctul de a muri, informațiile îngropate ies la suprafață cu fidelitate fotografică.
Situația inversă criptomneziei, când bolnavul consideră că evenimentele trăite sunt doar citite sau auzite, se numește „înstrăinarea amintirilor”. Bolnavul consideră că evenimente trăite de el nu-i aparțin. El pierde cunoștințele propriei istorii personale, uneori și până la pierderea identității. Această paramnezie este specifică demenței.

## Criptomnezie socială
Criptomnezie socială este denumirea propusă de Serge Moscovici pentru fenomenul legat de componenta culturală a minorităților etnice și de diferendele etnice, conform căruia dincolo de actele de discriminare și de rezistențele sociale la inovații, punctele de vedere minoritare obțin un impact social neîndoielnic, dar de natură latentă și fără ca majoritatea să pună schimbarea pe seama minorității. Criptomnezia socială se realizează în trei faze:
1. revelația – denunțarea publică a ideilor de către minoritate, în timp ce majoritatea refuză să le creadă;
2. saturarea – propagarea mesajului minoritar în mod repetat, consistent și ferm, încât memoria și gândirea colective devin saturate;
3. conversiunea – schimbarea implicită de idei (în special sub forma unui sentiment de injustiție și culpabilitate), deși majoritatea nu aprobă încă deschis tezele minorității. Tezele vor fi susținute de un număr mic de persoane care, în final, vor declara explicit temeinicia ideilor respective.